# دوم بنفسجي
دوم بنفسجي (الاسم العلمي:Hyphaene violascens) هو نوع نباتي يتبع جنس الدوم من فصيلة الفوفلية.